# Barbara Steele
Barbara Steele (Birkenhead, 29 dicembre 1937) è un'attrice britannica.

## Biografia
I suoi studi furono orientati verso la carriera di pittrice ma, nella seconda metà degli anni cinquanta iniziò a frequentare una piccola compagnia teatrale per esordire poi sul grande schermo nel 1958 con il film Uno straniero a Cambridge. La fama arrivò poco dopo quando Mario Bava la scelse per interpretare un doppio ruolo da protagonista nel suo primo film, La maschera del demonio (1960). Una performance che non passò inosservata, infatti Roger Corman le affidò un ruolo rilevante nel film Il pozzo e il pendolo (1961) in cui recitò al fianco di Vincent Price.

Barbara Steele in 8½ (1963)

Dopo questa breve parentesi statunitense, la Steele tornò in Italia dove venne diretta anche da Federico Fellini in 8½ (1963). Ma si trattò solo di una breve parentesi; la sua carriera infatti proseguì soprattutto nel cinema horror italiano dove, diretta dai principali registi di questo genere cinematografico, interpretò una serie di film che fecero di lei un'icona per gli appassionati dell'horror movie. Tra le interpretazioni di questo periodo, L'orribile segreto del dr. Hichcock (1962) e Lo spettro (1963) di Riccardo Freda, Danza macabra e I lunghi capelli della morte, entrambi diretti nel 1964 da Antonio Margheriti. Nel 1966, anche una breve ma memorabile apparizione ne L'armata Brancaleone di Mario Monicelli.
Nel 1969 abbandonò il cinema e sposò lo sceneggiatore statunitense James Poe, da cui ebbe un figlio. Nel 1974 tornò sul set in Femmine in gabbia di Jonathan Demme, cui seguirono Il demone sotto la pelle (1975) di David Cronenberg e Piranha (1978) di Joe Dante. Nel 1980, dopo la morte del marito, dal quale aveva divorziato nel 1978, si ritirò nuovamente dagli schermi per dedicarsi alla produzione (soprattutto televisiva), non senza concedersi di tanto in tanto qualche apparizione in una fiction televisiva o in qualche pellicola cinematografica come The Prophet (1999).

## Filmografia

### Cinema
- Uno straniero a Cambridge (Bachelor of Hearts), regia di Wolf Rilla (1958)
- Zaffiro nero (Sapphire), non accreditata, regia di Basil Dearden (1959)
- Su e giù per le scale (Upstairs and Downstairs), regia di Ralph Thomas (1959)
- Your Money or Your Wife, regia di Anthony Simmons (1960)
- La maschera del demonio, regia di Mario Bava (1960)
- Il pozzo e il pendolo (The Pit and the Pendulum), regia di Roger Corman (1961)
- L'orribile segreto del dr. Hichcock, regia di Riccardo Freda (1962)
- Il capitano di ferro, regia di Sergio Grieco (1962)
- 8½, regia di Federico Fellini (1963)
- Le ore dell'amore, regia di Luciano Salce (1963)
- Lo spettro, regia di Riccardo Freda (1963)
- I lunghi capelli della morte, regia di Antonio Margheriti (1964)
- I maniaci, regia di Lucio Fulci (1964)
- Bacio di una sera (Baiser du soir), episodio di Una matta voglia di donna (Les baisers), regia di Jean-François Hauduroy (1964)
- Un tentativo sentimentale, regia di Pasquale Festa Campanile e Massimo Franciosa (1964)
- Danza macabra, regia di Antonio Margheriti (1964)
- Le voci bianche, regia di Pasquale Festa Campanile e Massimo Franciosa (1964)
- Tre per una rapina, regia di Gianni Bongioanni (1964)
- L'ispettore spara a vista (Le Monocle rit jaune), regia di Georges Lautner (1964)
- Amore facile, regia di Gianni Puccini (1964)
- Once Upon a Tractor, regia di Leopoldo Torre Nilsson (1965)
- I soldi, regia di Gianni Puccini e Giorgio Cavedon (1965)
- 5 tombe per un medium, regia di Massimo Pupillo (1965)
- Amanti d'oltretomba, regia di Mario Caiano (1965)
- L'armata Brancaleone, regia di Mario Monicelli (1966)
- Un angelo per Satana, regia di Camillo Mastrocinque (1966)
- Il lago di Satana (Revenge of the Blood Beast), regia di Michael Reeves (1966)
- I turbamenti del giovane Törless (Der Junge Törless), regia di Volker Schlöndorff (1966)
- Black Horror - Le messe nere (Curse of the Crimson Altar), regia di Vernon Sewell (1968)
- La amante estelar, regia di Antonio de Lara (1968)
- Handicap, regia di Manolo Marinero (1968)
- Fermate il mondo... voglio scendere!, regia di Giancarlo Cobelli (1970)
- Femmine in gabbia (Caged Heat), regia di Jonathan Demme (1974)
- Il demone sotto la pelle (Shivers), regia di David Cronenberg (1975)
- I Never Promised You a Rose Garden, regia di Anthony Page (1977)
- Pretty Baby, regia di Louis Malle (1978)
- Piraña (Piranha), regia di Joe Dante (1978)
- La Clé sur la porte, regia di Yves Boisset (1978)
- Silent Scream, regia di Denny Harris (1980)
- Tief oben, regia di Willi Hengstler (1994)
- The Prophet, regia di Fred Olen Ray (1999)
- The Butterfly Room - La stanza delle farfalle (The Butterfly Room), regia di Gionata Zarantonello (2012)
- Lost River, regia di Ryan Gosling (2014)

### Televisione
- Avventure in paradiso (Adventures in Paradise) – serie TV, episodio 2x10 (1960)
- Bonanza – serie TV, episodio 3x13 (1961)
- Alfred Hitchcock presenta (Alfred Hitchcock Presents) – serie TV, episodio 7x06 (1961)
- Gioco pericoloso (Secret Agent) – serie TV, episodio 3x12 (1965)
- Le spie (I Spy) – serie TV, episodio 2x09 (1966)
- Honeymoon with a Stranger, film per la TV, regia di John Peyser (1969)
- "The Sins of the Fathers", episodio della serie TV Mistero in galleria, regia di Jeannot Szwarc (1972)
- The Space-Watch Murders, film per la TV(1975)
- Venti di guerra (The Winds of War), miniserie TV, regia di Dan Curtis (1983)
- Ricordi di guerra (War and Remembrance), miniserie TV (1988)
- Dark Shadows, miniserie TV, regia di Dan Curtis (1990)
- L'ombra della notte (Dark Shadows), miniserie TV, regia di Rob Bowman, Dan Curtis e vari altri (1991)

## Doppiatrici italiane
- Maria Pia Di Meo in La maschera del demonio (nel ruolo di Katia Vajda), L'orribile segreto del dr. Hichcock, I lunghi capelli della morte, Danza macabra
- Lydia Simoneschi in La maschera del demonio (nel ruolo di Asa Vajda), Il pozzo e il pendolo
- Luisella Visconti in Amanti d'oltretomba (nel ruolo di Jenny), L'armata Brancaleone
- Noemi Gifuni in Amanti d'oltretomba (nel ruolo di Muriel)
- Adriana De Roberto in Lo spettro
- Benita Martini in Una matta voglia di donna
- Melina Martello in 5 tombe per un medium
- Gabriella Genta in Un angelo per Satana
- Anna Teresa Eugeni in Il demone sotto la pelle
- Anna Miserocchi in Piraña
- Lorenza Biella in L'ombra della notte
- Angiola Baggi in The Butterfly Room - La stanza delle farfalle